# Los hijos del Sol (libro de cuentos)
Los hijos del Sol es un libro de cuentos del escritor peruano Abraham Valdelomar publicado póstumamente, dos años después de la muerte del autor (Lima, 25 de mayo de 1921, Editorial Euforión), editado por el poeta Manuel R. Beltroy, con prólogo del mismo y de Clemente Palma. Son relatos ficticios ambientados en la época incaica.

## Estructura
Los hijos del Sol agrupa los siguientes cuentos: 
- Los hermanos Ayar
- El alfarero (Sañu-Camayok)
- Chaymanta Huayñuy (Más allá de la muerte)
- El hombre maldito (Los ojos de los reyes)
- El pastor y el rebaño de nieve
- El cantor errante
- El alma de la quena
- El camino hacia el Sol

Algunos de esos cuentos ya habían sido publicados en periódicos y revistas; otros eran inéditos.

## Elaboración
En el prólogo, Manuel R. Beltroy cuenta que por el año de 1910 escuchó de boca del mismo Valdelomar la narración de “tres o cuatro” de dichos cuentos incaicos, por lo que se podría remontar hasta dicha fecha la elaboración de al menos parte de la colección, pero esta afirmación es dudosa. En la carta dirigida a Enrique Bustamante y Ballivián, Valdelomar menciona a una “novela incaica”, sin título aún, que día a día iba avanzando, y se ha supuesto que se refería a sus “cuentos incaicos” que se habrían desglosado de aquella narración primigenia, aunque tampoco en esto hay certeza. Hay que tener en cuenta también que Valdelomar solía llamar “novela” a lo que estrictamente no era sino un cuento largo.
De retorno a Lima, Valdelomar trabajó entre 1914 y 1915 como secretario del historiador José de la Riva-Agüero y Osma, y esta situación le permitió profundizar más en las crónicas de la conquista y la colonia, y por ende, en la historia y leyendas de los incas. Ello, indudablemente, le permitió adquirir mayor material informativo para sus cuentos o “leyendas” incaicas”, varios de los cuales fueron apareciendo en la prensa, entre 1915 y 1917.
El 28 de julio de 1915 apareció en el diario La Prensa el cuento El hombre maldito, primera versión de Chaymanta huayñuy. Bajo este último título fue incluido en el libro de cuentos "El caballero Carmelo" (1918) donde figura como único ejemplar de “cuento incaico”.
En septiembre de 1915 La Revista publicó el cuento El camino hacia el sol.
El cuento Chaymanta Huayñuy: Más allá de la muerte apareció en La Prensa el 1 de enero de 1916. Una nueva versión de este cuento se publicó en el diario La Crónica el 1 de enero de 1919, con el título de Los ojos de los reyes. No se debe confundirlo con el cuento anterior, de similar nombre.
El 8 de marzo de 1917, también en La Prensa, apareció el cuento El alma de las quenas (conocido ahora como El alma de la quena).
El 26 de mayo de 1917, apareció en la revista Variedades, n.º 482, el cuento La arcilla del alfarero, versión primigenia de El alfarero.
Los demás “cuentos incaicos” permanecieron inéditos hasta 1921.
En 1918, Valdelomar ya tenía listo su libro de “leyendas incaicas” con el título de Los hijos del Sol, tal como lo aseguró en una entrevista que le hizo Antenor Orrego. Parte de los originales los confió a su amigo, el poeta arequipeño Augusto Aguirre Morales. Pero Valdelomar no vería la publicación de su libro, pues murió en noviembre de 1919. Por alguna razón Aguirre no pudo editar la colección y entregó los originales al poeta Manuel R. Beltroy, quien, como ya quedó dicho anteriormente, lo editó y prologó en 1921.

## Crítica
Valdelomar escribió estos cuentos incaicos dentro del esquema modernista o postmodernista. Es una evocación del pasado incaico, por momentos romántica y artificiosa, pero estéticamente irreprochable. Valdelomar no se propuso hacer una minuciosa reconstrucción histórica o ambiental del Incario sino que su recreación es meramente ficcional. Ni tampoco se puede calificar a estos relatos de “indigenistas” o de “antecedentes del indigenismo narrativo” como alguna vez se dijo erróneamente. Su valor radica en que por primera vez un autor peruano vio en el pasado incaico una fuente primaria -y no simplemente accesoria- de inspiración, empezando así el denominado “incaísmo modernista” que tuvo algunos seguidores, como Augusto Aguirre Morales con su novela El pueblo del sol (1924 y 1927) y César Vallejo con su novela o proyecto de novela Hacia el reino de los Sciris, antes que el indigenismo irrumpiera avasalladoramente en las letras peruanas.